# Gång (geologi)

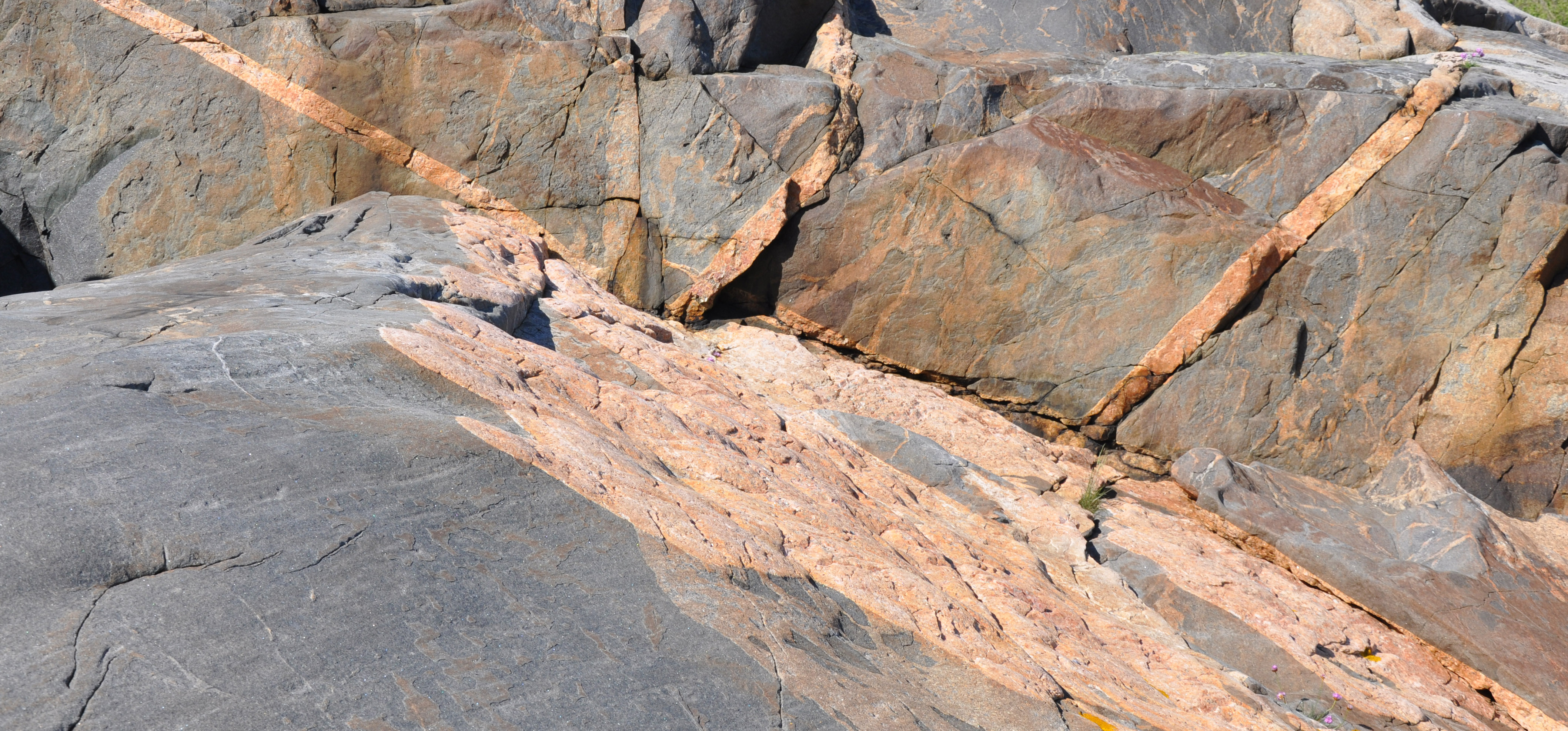
Pegmatitgångar, ungefär 5-10 cm breda.

En gång betecknar inom geologin en intrusion av magma längs svaghetszoner i redan befintligt berg. Vilken bergart som utgör gången beror på vilken typ av magma den bildats ur. Pegmatit och Diabas är vanliga gångbergarter som härstammar från felsisk respektive mafisk magma. 
Gångar förekommer i olika storlekar, från mindre än en centimeter breda, upp till över en kilometer. Längden kan uppgå till hundratals kilometer, men vanligast är att gångar är upp till någon meter breda, och någon kilometer långa. Gångar förekommer ofta i svärmar vilket beror på att flera svaghetszoner i ett område utsatts för samma intrusion.
Mer eller mindre vertikala gångar brukar benämnas som gång, medan mer horisontella gångar kan benämnas som lagergång. Denna distinktion görs inte alltid på svenska, medan engelskan har begreppen dike och sill, som skiljer på vertikala och horisontella gångar.